# Krátkokřídlí
Krátkokřídlí (Gruiformes) je řád ptáků vyznačující se různorodostí zástupců a širokým geografickým areálem výskytu. Krátkokřídlí většinou mají krátká zaoblená křídla a krátký ocas (s výjimkou jeřába), hnízdí na zemi a jejich létající schopnosti jsou nevalné.

## Systematika
Systematika krátkokřídlých prošla v minulosti četnými revizemi. Mezinárodní ornitologická unie k roku 2022 rozeznává následujících 6 čeledí:
- chřástalcovití (Heliornithidae)
- Sarothruridae
- chřástalovití (Rallidae)
- trubačovití (Psophiidae)
- jeřábovití (Gruidae)
- kurlanovití (Aramidae)

## Evoluce
Fosilní záznam této skupiny se objevuje ve starších třetihorách (paleogénu), na přelomu paleocénu a eocénu (zhruba před 55 miliony let).

## Zástupci v Česku
- čeleď: jeřábovití – Gruidae
  - jeřáb popelavý	– Grus grus
- čeleď: chřástalovití – Rallidae
  - chřástal vodní	– Rallus aquaticus
  - chřástal kropenatý – Porzana porzana
  - chřástal malý – Porzana parva
  - chřástal nejmenší – Porzana pusilla
  - chřástal polní – Crex crex
  - lyska černá – Fulica atra
  - slípka zelenonohá – Gallinula chloropus